# Khu kinh tế Nam Phú Yên
Khu kinh tế Nam Phú Yên là một khu kinh tế tại phía nam tỉnh Phú Yên, cạnh vũng Rô. Khu kinh tế này được Thủ tướng Chính phủ Việt Nam ra quyết định thành lập tháng 5/2008.
Khu kinh tế này có diện tích 207,3 km², nằm trên địa giới hành chính của phường Phú Lâm và các phường Hòa Hiệp Bắc, Hòa Hiệp Trung, Hòa Hiệp Nam, xã Hòa Tâm và một phần các xã Hòa Xuân Nam, Hòa Xuân Đông, phường Hòa Vinh (thuộc thị xã Đông Hòa).
Khu kinh tế này sẽ được quy hoạch phát triển đô thị, thương mại, cảng biển, lọc hóa dầu, hóa chất (khu liên hiệp lọc hóa dầu với 11 nhà máy lọc dầu với tổng mức vốn đăng ký 11 tỷ USD) và các khu đóng tàu, sửa chữa tàu biển.
Nhà đầu tư được hưởng các ưu đãi về giá thuê đất và thuế quan khi đầu tư vào khu kinh tế này.